# Vaeara'i
Vaeara'i est considéré comme le premier marae royal édifié en Polynésie mais pas le plus grand. Il se trouve sur l’île de Raiatea dans le district d’Opo'a, à l’extrémité sud-est de l’île.
Son nom signifie « pied du ciel » rappelant qu’il est construit là où Ta'aroa le dieu créateur aurait posé son pied droit,.
Le marae couvre une surface d’environ 2 hectares dont seuls 300 m2 sont dégagés de leur gangue végétale en 2016.